# Alto Adige (vino)
Alto Adige o Südtirol o dell'Alto Adige è una DOC riservata ad alcuni vini la cui produzione è consentita nella provincia autonoma di Bolzano.
In ragione del bilinguismo vigente nella provincia, tutti i prodotti possono essere definiti sia in italiano sia in tedesco.

## Zona di produzione
Il disciplinare delimita una zona di produzione e sei sottozone, che sono descritte a seguire..
Zona Alto Adige o Südtirol

La zona comprende i comuni di Aldino, Andriano, Appiano, Bolzano, Bronzolo, Caines, Caldaro, Cermes, Cornedo, Cortaccia, Cortina, Egna, Fiè, Gargazzone, Lagundo, Laives, Lana, Magrè sulla Strada del Vino, Marlengo, Meltina, Merano, Montagna sulla Strada del Vino, Nalles, Ora, Postal, Renon, Rifiano, Salorno, San Genesio, San Pancrazio, Scena, Termeno, Terlano, Tesimo, Tirolo, Trodena, Vadena e parte dei comuni di Barbiano, Bressanone, Castelrotto, Chiusa, Funes, Laion, Naz-Sciaves, Velturno, Villandro, Varna, Castelbello-Ciardes, Laces, Naturno, Parcines e Silandro.
Sottozona Colli di Bolzano o Bozner Leiten

La sottozona comprende il comune di Laives e parte dei comuni di Terlano, San Genesio, Bolzano, Renon, Fiè e Cornedo.
Sottozona Meranese o Meraner

La sottozona comprende in tutto o in parte i comuni di Merano, Caines, Cermes, Gargazzone, Lagundo, Lana, Marlengo, Postal, Rifiano, San Pancrazio, Scena, Tesimo, Tirolo.
Sottozona Santa Maddalena o St. Magdalener

La sottozona comprende in tutto o in parte numerose frazioni di Cornedo, Bolzano, San Genesio e Renon. 
Sottozona Terlano o Terlaner

La sottozona comprende ìl comune di Terlano e parte dei comuni di San Genesio, Meltina, Tesimo, Nalles, Andriano, Appiano, Caldaro. 
Sottozona Valle Isarco o Eisacktal 

La sottozona comprende i comuni di Barbiano, Bressanone, Castelrotto, Chiusa, Fiè, Funes, Laion, Naz-Sciaves, Renon, Velturno, Villandro e Varna.
Sottozona Valle Venosta o Vinschgau

La sottozona comprende in tutto o in parte i comuni di Castelbello-Ciardes, Laces, Naturno, Parcines e Silandro.

## Storia
La viticoltura in Alto Adige veniva praticata almeno dal VI secolo a.C., come dimostrano i ritrovamenti di vinaccioli nella zona di Bressanone. I Reti, come anche i popoli celtici, utilizzavano le botti di legno invece che le anfore. Quando nel 15 a.C. l'alta valle dell'Adige venne conquistata dall'impero romano le due culture enologiche si fusero, incrementando la produzione.
Dall'anno 700 alcune case nobiliari tedesche e molti istituti ecclesiastici bavaresi e svevi (per es. Frisinga, Augusta, Hohenschäftlarn, Herrenchiemsee, Weingarten, Tegernsee, Benediktbeuern) acquisirono vigneti in valle, affiancandosi alla già fiorente attività monasteriale; nel XIV secolo il Tirolo divenne parte dell'impero asburgico e il vino altoatesino si diffuse in Europa centrale. Dalla fine del XX secolo la viticoltura è una base fondamentale dell'economia locale, in sinergia con il turismo e la frutticoltura.
Grazie alle caratteristiche pedoclimatiche molto varie, la produzione vinicola dell’Alto Adige si basa su un'ampia base ampelografica: alle varietà tradizionali come Lagrein, Schiave e Moscato giallo, nell'Ottocento si iniziò a piantare vitigni bordolesi, borgognoni e renani. Infine, prima della seconda guerra mondiale, furono introdotti il Müller Thurgau e il Kerner. 
Le due forme di allevamento sono la tradizionale pergola e la spalliera. Le ridotte dimensioni delle vigne hanno spinto i produttori a puntare alla qualità, ottenuta anche aumentando il tempo dedicato, creando una fitta rete di irrigazione e inerbendo il terreno tra i filari. Per antica tradizione i vini sono quasi tutti monovarietali.

## Disciplinare
La DOC Alto Adige o Südtirol è stata istituita con DPR 14.04.1975 pubblicato sulla Gazzetta Ufficiale n. 190 del 18.07.1975
Successivamente è stato modificato con:
- DPR 05 dicembre 1984, GU 139 del 14.06.1985
- DPR 31 luglio 1987, GU 214 del 14.09.1987
- DPCM 06 novembre 1991, GU 224 del 23.03.1992
- DM 02 agosto 1993, GU 202 del 28.08.1993
- DM 08 settembre 1995, GU 249 del 24.10.1995
- DM 07 settembre 1999, GU 217 del 15.09.1999
- DM 11 novembre 2002, GU 272 del 20.11.2002
- DM 19 settembre 2007, GU 299 del 02.10.2007
- DM 06 agosto 2010, GU 197 del 24.08.2010
- DM 30 novembre 2011, pubblicato sul sito ufficiale del Mipaaf
- La versione in vigore è stata approvata con D.M. 18.09.2014 pubblicato sulla Gazzetta Ufficiale n. 229 del 02.10.2014s[1]

## Indicazioni comuni
Per tutte le tipologie la resa massima di uva in vino non deve superare il 70% (esclusi i passiti e le vendemmie tardive).
Per tutte le tipologie è obbligatoria l’indicazione in etichetta dell’annata di produzione delle uve, esclusi quegli spumanti per cui non è prevista. 
I vini spumanti devono essere prodotti con il metodo classico, affinati per almeno 15 mesi in bottiglia e immessi al consumo non prima di 20 mesi.
La versione Passito è riservata ai vini ottenuti da uve bianche parzialmente appassite sulla pianta, oppure dopo la raccolta, che abbiano titolo alcolometrico minimo del 16% vol., acidita' totale minima 4,0 g/l, estratto seco minimo 22,0 g/l e resa dell'uva in vino massima di 40 hl/ha. 
La versione Vendemia tardiva è riservata ai vini ottenuti da uve parzialmente appassite sulla pianta, che abbiano titolo alcolometrico minimo del 13,5% vol. di cui svolto almeno 7,00% vol., resa dell'uva in vino massima di 50 hl/ha., acidita' totale minima 4,0 g/l, estratto seco minimo 22,0 g/l.
La menzione Gold è riservata agli spumanti che abbiano subito un affinamento in bottiglia di almeno 72 mesi.
La menzione Gran Alp è riservata ai vini la cui produzione di uve non superi i 60 q.li/ha, il titolo alcolometrico sia maggiorato di 0,5% vol e l'estratto secco sia maggiorato di 2g/l. È anche richiesto un invecchiamento minimo di 18 mesi per i vini bianchi e di 30 mesi per i vini rossi. Sono esclusi gli spumanti Gold.
La menzione delle unità geografiche aggiuntive (uga) è riservata ai vini varietali prodotti negli 89 cru identificati dal disciplnare, con produzione massima di uva per ettato ridotta mediamente del 25%.
La menzione vigna è consentita se le lavorazioni avvengono in recipienti separati e il toponimo o nome tradizionale è  riportato nell'intera documentazione e nell'apposito elenco regionale. La menzione è cumulabile con uga e Gran Alp.
La menzione riserva è riservata a tutti i vini bianchi e ai vini rossi Lagrein, Merlot, Pinot nero, Cabernet, Cabernet-Merlot, Cabernet-Lagrein, Merlot-Lagrein, Schiava, Meranese, Santa Maddalena, Valle Isarco Klausner Leitacher, Colli di Bolzano dopo un invecchiamento di almeno due anni, purché presentino un titolo alcolometrico minimo di 11,5% vol.
I vini a denominazione di origine controllata "Lago di Caldaro" classico e classico superiore possono utilizzare la specificazione aggiuntiva Alto Adige limitatamete alle uve prodotte nei comuni di Caldaro, Appiano, Termeno, Cortaccia, Vadena, Egna, Montagna, Ora e Bronzolo.

## Tipologie

### Zona Alto Adige o Südtirol

#### Rosso o Rot
Prevista la menzione riserva.
| uvaggio                        | Schiava, Lagrein, Pinot Nero, Merlot, Cabernet da soli o congiuntamente per almeno 80% |
| titolo alcolometrico minimo    | 11,5% % vol.                                                                           |
| acidità totale minima          | 4 g/l.                                                                                 |
| estratto secco minimo          | 20 g/l                                                                                 |
| resa massima di uva per ettaro | 100 q.                                                                                 |

#### Bianco o Weiss
Previste la versione passito e vendemmia tardiva e la menzione riserva.
| uvaggio                        | Chardonnay, Pinot Bianco, Pinot Grigio, Müller Thurgau, Sauvignon, Riesling, Sylvaner, Traminer aromatico, Kerner da soli o congiuntamente minimo 80%. |
| titolo alcolometrico minimo    | 11,50 % vol. |
| acidità totale minima          | 4,0 g/l. |
| estratto secco minimo          | 18,0 g/l |
| resa massima di uva per ettaro | 100 q. |

#### Spumante
Previste le menzioni riserva e Gold
| uvaggio                        | Chardonnay, Pinot bianco, Pinot nero. |
| titolo alcolometrico minimo    | 11,50% vol.                           |
| acidità totale minima          | 4,0 g/l.                              |
| estratto secco minimo          | 17,0 g/l                              |
| resa massima di uva per ettaro | Non dichiarata                        |

#### Spumante rosé
Prevista la menzione riserva
| uvaggio                        | Chardonnay, Pinot bianco, Pinot nero. Il Pinot nero deve essere almeno il 20%. |
| titolo alcolometrico minimo    | 11,50% vol.                                                                    |
| acidità totale minima          | 4,0 g/l.                                                                       |
| estratto secco minimo          | 17,0 g/l                                                                       |
| resa massima di uva per ettaro | Non dichiarata                                                                 |

#### Cabernet
A seconda della cultivar utilizzata è possibile definirlo anche Cabernet Sauvignon o Cabernet franc;
prevista la menzione riserva
| uvaggio                        | Cabernet o Cabernet franc o Cabernet Sauvignon minimo 85% |
| titolo alcolometrico minimo    | 11,50% vol.                                               |
| acidità totale minima          | 4,0 g/l.                                                  |
| estratto secco minimo          | 20,0 g/l                                                  |
| resa massima di uva per ettaro | 110 q.                                                    |

#### Chardonnay
Previste le versioni passito e vendemmia tardiva e la menzione riserva
| uvaggio                        | Chardonnay minimo 85% |
| titolo alcolometrico minimo    | 11,00% vol.           |
| acidità totale minima          | 4,0 g/l.              |
| estratto secco minimo          | 16,0 g/l              |
| resa massima di uva per ettaro | 130 q.                |

#### Chardonnay spumante
| uvaggio                        | Chardonnay minimo 85% |
| titolo alcolometrico minimo    | 11,50% % vol.         |
| acidità totale minima          | 4,0 g/l.              |
| estratto secco minimo          | 17,0 g/l              |
| resa massima di uva per ettaro | 130 q.                |

#### Kerner
Previste le versioni passito e vendemmia tardiva e la menzione riserva
| uvaggio                        | Kerner minimo 85% |
| titolo alcolometrico minimo    | 11,00% vol.       |
| acidità totale minima          | 4,0 g/l.          |
| estratto secco minimo          | 16,0 g/l          |
| resa massima di uva per ettaro | 120 q.            |

#### Lagrein
Prevista la menzione riserva
| uvaggio                        | Lagrein minimo 85% |
| titolo alcolometrico minimo    | 11,50% vol.        |
| acidità totale minima          | 4,0 g/l.           |
| estratto secco minimo          | 20,0 g/l           |
| resa massima di uva per ettaro | 140 q.             |

#### Lagrein rosato o Lagrein Kretzer
Può essere definito anche Lagrein rosé
| uvaggio                        | Lagrein minimo 85% |
| titolo alcolometrico minimo    | 11,00% vol.        |
| acidità totale minima          | 4,0 g/l.           |
| estratto secco minimo          | 16,0 g/l           |
| resa massima di uva per ettaro | 140 q.             |

#### Malvasia
Prevista la menzione riserva
| uvaggio                        | Malvasia minimo 85% |
| titolo alcolometrico minimo    | 11,50% vol.         |
| acidità totale minima          | 4,0 g/l.            |
| estratto secco minimo          | 18,0 g/l            |
| resa massima di uva per ettaro | 110 q.              |

#### Merlot
Prevista la menzione riserva
| uvaggio                        | Merlot minimo 85% |
| titolo alcolometrico minimo    | 11,00% vol.       |
| acidità totale minima          | 4,0 g/l.          |
| estratto secco minimo          | 20,0 g/l          |
| resa massima di uva per ettaro | 130 q.            |

#### Merlot rosato o Merlot Kretzer
Può essere definito anche Merlot rosé
| uvaggio                        | Merlot minimo 85% |
| titolo alcolometrico minimo    | 11,00% vol.       |
| acidità totale minima          | 4,0 g/l.          |
| estratto secco minimo          | 16,0 g/l          |
| resa massima di uva per ettaro | 130 q.            |

#### Moscato giallo o Goldmuskateller
Previste le versioni passito e vendemmia tardiva e la menzione riserva
| uvaggio                        | Moscato giallo minimo 85%                     |
| titolo alcolometrico minimo    | 11,00 % vol. di cui svolto almeno 10,00% vol. |
| acidità totale minima          | 4,0 g/l.                                      |
| estratto secco minimo          | 16,0 g/l                                      |
| resa massima di uva per ettaro | 100 q.                                        |

#### Moscato rosa o Rosenmuskateller
Previste le versioni passito e vendemmia tardiva e la menzione riserva
| uvaggio                        | Moscato rosa minimo 85%                                    |
| titolo alcolometrico minimo    | 12,50% vol.; passito 16.0% vol., di cui svolto almeno 10,0 |
| acidità totale minima          | 4,0 g/l.                                                   |
| estratto secco minimo          | 18,0 g/l                                                   |
| resa massima di uva per ettaro | 60 q.                                                      |

#### Müller Thurgau
Previste le versioni passito e vendemmia tardiva e la menzione riserva
| uvaggio                        | Müller Thurgau minimo 85% |
| titolo alcolometrico minimo    | 11,00% vol.               |
| acidità totale minima          | 4,0 g/l.                  |
| estratto secco minimo          | 15,0 g/l                  |
| resa massima di uva per ettaro | 130 q.                    |

#### Pinot bianco o Weißburgunder
Previste le versioni passito e vendemmia tardiva e la menzione riserva
| uvaggio                        | Pinot bianco minimo 85% |
| titolo alcolometrico minimo    | 11,0 % vol.             |
| acidità totale minima          | 4,0 g/l.                |
| estratto secco minimo          | 16,0 g/l                |
| resa massima di uva per ettaro | 130 q.                  |

#### Pinot bianco spumante
| uvaggio                        | verifica    |
| titolo alcolometrico minimo    | 11,50% vol. |
| acidità totale minima          | 4,0 g/l.    |
| estratto secco minimo          | 17,0 g/l    |
| resa massima di uva per ettaro | 130 q.      |

#### Pinot grigio o Ruländer
Previste le versioni passito e vendemmia tardiva e la menzione riserva
| uvaggio                        | Pinot grigio minimo 85% |
| titolo alcolometrico minimo    | 11,50% vol.             |
| acidità totale minima          | 4,0 g/l.                |
| estratto secco minimo          | 16,0 g/l                |
| resa massima di uva per ettaro | 130 q.                  |

#### Pinot grigio spumante
| uvaggio                        | verifica    |
| titolo alcolometrico minimo    | 11,50% vol. |
| acidità totale minima          | 4,0 g/l.    |
| estratto secco minimo          | 17,0 g/l    |
| resa massima di uva per ettaro | 130 q.      |

#### Pinot nero o Blauburgunder
Prevista la menzione riserva
| uvaggio                        | Pinot nero minimo 85% |
| titolo alcolometrico minimo    | 11,50% vol.           |
| acidità totale minima          | 4,0 g/l.              |
| estratto secco minimo          | 20,0 g/l              |
| resa massima di uva per ettaro | 120 q.                |

#### Pinot nero o Blauburgunder spumante
Prevista la versione rosato o Kretzer
| uvaggio                        | verifica    |
| titolo alcolometrico minimo    | 11,50% vol. |
| acidità totale minima          | 4,0 g/l.    |
| estratto secco minimo          | 17,0 g/l    |
| resa massima di uva per ettaro | 120 q.      |

#### Pinot nero rosato o Blauburgunder Kretzer
Può essere definito anche Pinot rosé
| uvaggio                        | Pinot nero minimo 85% |
| titolo alcolometrico minimo    | 11,50% vol.           |
| acidità totale minima          | 4,0 g/l.              |
| estratto secco minimo          | 16,0 g/l              |
| resa massima di uva per ettaro | 120 q.                |

#### Riesling
Previste le versioni passito e vendemmia tardiva e la menzione riserva
| uvaggio                        | Riesling minimo 85% |
| titolo alcolometrico minimo    | 11,00% vol.         |
| acidità totale minima          | 4,0 g/l.            |
| estratto secco minimo          | 16,0 g/l            |
| resa massima di uva per ettaro | 130 q.              |

#### Riesling italico o Welschriesling
Prevista la versione vendemmia tardiva e la menzione riserva
| uvaggio                        | Riesling italico minimo 85% |
| titolo alcolometrico minimo    | 11,00% vol.                 |
| acidità totale minima          | 4,0 g/l.                    |
| estratto secco minimo          | 15,0 g/l                    |
| resa massima di uva per ettaro | 130 q.                      |

#### Sauvignon
Previste le versioni passito e vendemmia tardiva e la menzione riserva
| uvaggio                        | Sauvignon minimo 85% |
| titolo alcolometrico minimo    | 11,50% vol.          |
| acidità totale minima          | 4,0 g/l.             |
| estratto secco minimo          | 16,0 g/l             |
| resa massima di uva per ettaro | 130 q.               |

#### Schiava o Vernatsch
Può anche essere definita come cultivar Schiava grossa o Schiava gentile.
 Prevista la menzione riserva
| uvaggio                        | vitigni Schiava minimo 85% |
| titolo alcolometrico minimo    | 10,50% vol.                |
| acidità totale minima          | 4,0 g/l.                   |
| estratto secco minimo          | 18,0 g/l                   |
| resa massima di uva per ettaro | 140 q.                     |

#### Schiava grigia o Grauvernatsch
Prevista la menzione riserva
| uvaggio                        | Schiava grigia minimo 85% |
| titolo alcolometrico minimo    | 11,50% vol.               |
| acidità totale minima          | 4,0 g/l.                  |
| estratto secco minimo          | 18,0 g/l                  |
| resa massima di uva per ettaro | 140 q.                    |

#### Sylvaner
Previste le versioni passito e vendemmia tardiva e la menzione riserva
| uvaggio                        | Sylvaner minimo 85% |
| titolo alcolometrico minimo    | 11,00% vol.         |
| acidità totale minima          | 4,0 g/l.            |
| estratto secco minimo          | 15,0 g/l            |
| resa massima di uva per ettaro | 130 q.              |

Abbinamenti consigliati

#### Traminer aromatico o Gewürztraminer
Previste le versioni passito e vendemmia tardiva e la menzione riserva
| uvaggio                        | Traminer aromatico minimo 85%                 |
| titolo alcolometrico minimo    | 11,50 % vol. di cui svolto almeno 11,00% vol. |
| acidità totale minima          | 4,0 g/l.                                      |
| estratto secco minimo          | 16,0 g/l                                      |
| resa massima di uva per ettaro | 120 q.                                        |

#### Chardonnay–Pinot Bianco
Per le caratteristiche al consumo si fa riferimento ai parametri della varietà presente in maggiore quantità.

#### Chardonnay–Pinot grigio
Per le caratteristiche al consumo si fa riferimento ai parametri della varietà presente in maggiore quantità.

#### Pinot Bianco–Pinot grigio
Per le caratteristiche al consumo si fa riferimento ai parametri della varietà presente in maggiore quantità.

#### Cabernet–Merlot
Per le caratteristiche al consumo si fa riferimento ai parametri della varietà presente in maggiore quantità.

#### Cabernet–Lagrein
Per le caratteristiche al consumo si fa riferimento ai parametri della varietà presente in maggiore quantità.

#### Lagrein-Merlot
Per le caratteristiche al consumo si fa riferimento ai parametri della varietà presente in maggiore quantità.

#### Passito da due vitigni
Entrambe le varietà devono essere presenti per oltre il 15%.
| uvaggio | Chardonnay, Pinot bianco, Pinot grigio, Müller Thurgau, Sauvignon, Riesling, Sylvaner, Traminer aromatico, Kerner, Moscato giallo. |

### Sottozona Colli di Bolzano o Bozner Leiten

#### Colli di Bolzano
Prevista la menzione riserva
| uvaggio                        | vitigni Schiava minimo 85% |
| titolo alcolometrico minimo    | 11,00% vol.                |
| acidità totale minima          | 4,0 g/l.                   |
| estratto secco minimo          | 20,0 g/l                   |
| resa massima di uva per ettaro | 130 q.                     |

### Sottozona Meranese o Meraner Leiten
È possibile utilizzare il sinonimo Meranese Burggraviato o Meraner Burggräfler

#### Meranese
Consentita la menzione Schiava
| uvaggio                        | vitigni Schiava minimo 85% |
| titolo alcolometrico minimo    | 11,00% vol.                |
| acidità totale minima          | 4,0 g/l.                   |
| estratto secco minimo          | 18,0 g/l                   |
| resa massima di uva per ettaro | 125 q.                     |

### Sottozona Santa Maddalena  o St. Magdalener

#### Santa Maddalena
Prevista la specificazione aggiuntiva classico se i vitigni sono ubicati nei cru storici.
| uvaggio                        | vitigni Schiava minimo 85% |
| titolo alcolometrico minimo    | 11,50% vol.                |
| acidità totale minima          | 4,0 g/l.                   |
| estratto secco minimo          | 20,0 g/l                   |
| resa massima di uva per ettaro | 125 q.                     |

### Sottozona Terlano o Terlaner
Prevista la specificazione aggiuntiva classico se i vigneti sono situati nella zona più antica, costituita dai comuni di Terlano, Andriano e Nalles.
La resa massima di uva per ettaro, in tutte le tipologie, è 125 q.
Le caratteristiche al consumo non segnalate sono quelle della tipologia principale.

#### Terlano
Previste la versione passito e la menzione riserva.
| uvaggio                     | Pinot bianco e Chardonnay anche congiuntamente minimo 50%; Riesling italico, Riesling, Sauvignon, Sylvaner, Müller Thurgau e Pinot grigio anche congiuntamente fino al 50%; altri vitigni neri massimo 15% |
| titolo alcolometrico minimo | 11,50% vol. |
| acidità totale minima       | 11,50 g/l. |
| estratto secco minimo       | 15,0 g/l |

#### Chardonnay
Previste la versione passito e vendemmia tardiva e la menzione riserva.

#### Müller Thurgau
Previste le versioni passito e vendemmia tardiva.
| titolo alcolometrico minimo | 11,50 % vol. |

#### Pinot bianco
Previste la versione passito e vendemmia tardiva e la menzione riserva.

#### Pinot grigio
Previste le versioni passito e vendemmia tardiva e la menzione riserva.

#### Riesling
Previste le versioni passito e vendemmia tardiva e la menzione riserva.
| titolo alcolometrico minimo | 11,50 % vol. |

#### Riesling italico
Prevista la versione vendemmia tardiva e la menzione riserva.
| titolo alcolometrico minimo | 11,50% vol. |

#### Sauvignon
Previste le versioni passito e vendemmia tardiva e la menzione riserva.
| titolo alcolometrico minimo | 12,00 % vol. |

#### Sylvaner
Previste le versioni passito e vendemmia tardiva e la menzione riserva.
| titolo alcolometrico minimo | 11,50 % vol. |

### Sottozona Valle Isarco o Eisacktal
È possibile utilizzare il sinonimo Eisacktaler.
Le caratteristiche al consumo non segnalate sono quelle della tipologia principale.

#### Bianco o Weiss
| resa massima di uva per ettaro | 90 q. |

#### Chardonnay
| resa massima di uva per ettaro | 120 q. |

#### Kerner
Previste le versioni passito e vendemmia tardiva e la menzione riserva.
| resa massima di uva per ettaro | 110 q. |

#### Klausner Laitacher
Prevista la menzione riserva
Consentita la produzione nei comuni di Barbiano, Chiusa, Velturno e Villandro.
| uvaggio                        | vigneti di Schiava, Portoghese, Lagrein, Pinot nero. |
| titolo alcolometrico minimo    | 11,00% vol.                                          |
| acidità totale minima          | 4,0 g/l.                                             |
| estratto secco minimo          | 18,0 g/l                                             |
| resa massima di uva per ettaro | 125 q.                                               |

#### Müller Thurgau
Previste le versioni passito e vendemmia tardiva e la menzione riserva.
| titolo alcolometrico minimo | 10,50 % vol. |

#### Pinot bianco
| uvaggio                        | Pinot bianco minimo 85% |
| resa massima di uva per ettaro | 120 q.                  |

#### Pinot grigio
Previste le versioni passito e vendemmia tardiva e la menzione riserva.
| resa massima di uva per ettaro | 100 q. |

#### Riesling
Previste le versioni passito e vendemmia tardiva e la menzione riserva.
| resa massima di uva per ettaro | 100 q. |

#### Sauvignon
| resa massima di uva per ettaro | 120 q. |

#### Sylvaner
Previste le versioni passito e vendemmia tardiva e la menzione riserva.
| titolo alcolometrico minimo    | 10,50% vol. |
| estratto secco minimo          | 16,0 g/l    |
| resa massima di uva per ettaro | 125 q.      |

#### Traminer aromatico o Gewürztraminer
Previste le versioni passito e vendemmia tardiva e la menzione riserva.
| resa massima di uva per ettaro | 100 q. |

#### Veltliner
Previste le versioni passito e vendemmia tardiva e la menzione riserva.
| uvaggio                        | Veltliner minimo 85% |
| titolo alcolometrico minimo    | 10,5 % vol.          |
| acidità totale minima          | 4,0 g/l.             |
| estratto secco minimo          | 16,0 g/l             |
| resa massima di uva per ettaro | 120 q.               |

### Sottozona Valle Venosta o Vinschgau
L'uvaggio deve provenire da vigneti composti almeno all'85% dal corrispondente vitigno. 

#### Chardonnay
Previste le versioni passito e vendemmia tardiva e la menzione riserva.
| resa massima di uva per ettaro | 110 q. |

#### Kerner
Previste le versioni passito e vendemmia tardiva e la menzione riserva.
| resa massima di uva per ettaro | 110 q. |

#### Müller Thurgau
Previste le versioni passito e vendemmia tardiva e la menzione riserva.
| titolo alcolometrico minimo | 10,5 % vol. | resa massima di uva per ettaro | 120 |

#### Pinot bianco
Previste le versioni passito e vendemmia tardiva e la menzione riserva. 
| titolo alcolometrico minimo    | 10,5 % vol. |
| resa massima di uva per ettaro | 110         |

#### Pinot grigio
Previste le versioni passito e vendemmia tardiva e la menzione riserva.
| titolo alcolometrico minimo    | 11,0 % vol. |
| resa massima di uva per ettaro | 100 q.      |

#### Riesling
Previste le versioni passito e vendemmia tardiva e la menzione riserva.
| titolo alcolometrico minimo    | 10,0 % vol. |
| resa massima di uva per ettaro | 100 q.      |

#### Sauvignon
Previste le versioni passito e vendemmia tardiva e la menzione riserva.
| titolo alcolometrico minimo    | 1,0 % vol. |
| resa massima di uva per ettaro | 100 q.     |

#### Traminer aromatico o Gewürztraminer
Previste le versioni passito e vendemmia tardiva e la menzione riserva.
| resa massima di uva per ettaro | 90 q. |

#### Pinot nero o Blauburgunder
Prevista la menzione riserva.
| titolo alcolometrico minimo    | 11,0 % vol. |
| resa massima di uva per ettaro | 80 q.       |

#### Schiava o Vernatsch
| resa massima di uva per ettaro | 120 q. |